# Mero de Bizancio

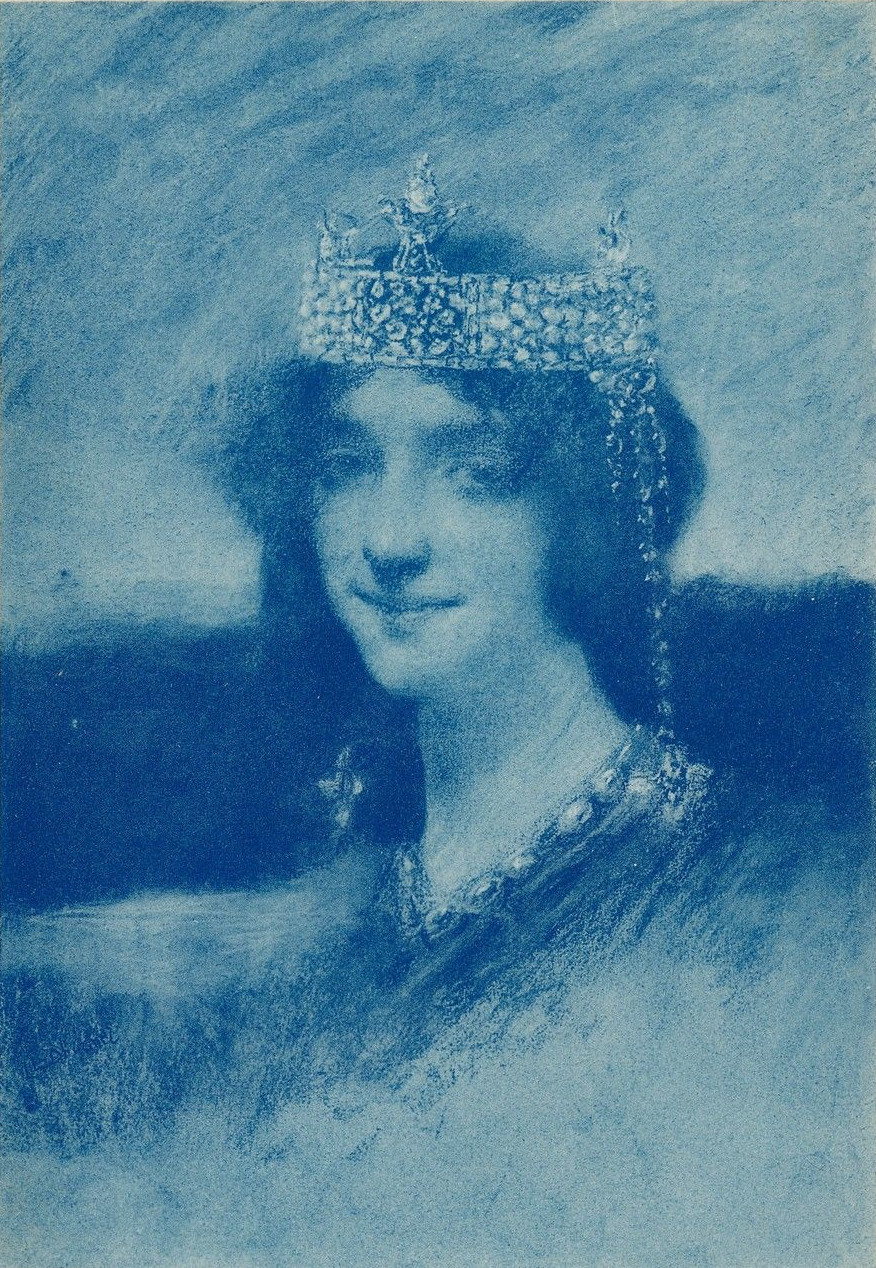
Retrato de Mero por Lucien Lévy-Dhurmer para Les Kitharèdes de Renée Vivien.

Mero o Miro (en griego antiguo: Μοιρώ o Μυρώ) fue una poetisa del siglo III a. C. de la ciudad de Bizancio.
Fue la esposa de Andrómaco el filólogo y la madre (según otras fuentes, una hija) de Homero de Bizancio, el tragediógrafo. Estuvo activa probablemente entre finales del IV y principios del siglo III a. C.
Antípatro de Tesalónica la incluye en su lista de famosas mujeres poetas. Escribió poesía épica, elegíaca y lírica, pero poco ha sobrevivido. Ateneo la cita por su poema épico diez versos, Mnemosyne (Μνημοσύνη), y dos epigramas dedicatorios suyos se incluyen en la Antología griega. También escribió un himno a Poseidón y una colección de poemas llamados Arai (Ἀραί).  Diez versos de su poema épico Mnemosyne son citados por Ateneo, y aunque Meleagro menciona «muchos» epigramas de Mero en el poema introductorio a su Guirnalda, solo quedan dos poemas de cuatro versos en la Antología griega'. Esto solo se conoce a través de un escolio sobre la Erotica Pathemata de Partenio de Nicea, que señala que en ella se cuenta el mito de Alcínoé. Por último, Eustacio de Tesalónica menciona que escribió un himno a Poseidón.
El fragmento superviviente de Mnemonsyne cuenta la historia de la infancia de Zeus en Creta, donde había sido escondido por su madre Rea para salvarlo de ser asesinado por su padre Crono. Al igual que el fragmento conservado del poema sobre el concurso entre Citerón y Helicón de Corina (PMG 654 col. i), relata un episodio de la primeros años de Zeus para enfatizar el papel de las mujeres. Los epigramas de Mero que se conservan son estilísticamente similares a las obras de Ánite de Tegea.  Uno está escrito a un racimo de uvas; el otro pide a unas dríades que protejan a un hombre que ha tallado una estatuilla para ellas. Esta última es imitada por Hermocreonte (AP 9.327). A juzgar por la poesía que se conserva, su obra exploraba la maternidad, las responsabilidades de la mujer para con su familia y el deseo sexual femenino.
Parece haber tenido una gran reputación como poeta en la antigüedad. Antípatro de Tesalónica la incluye en su lista de poetisas famosas, y el proemio de Meleagro de Gadara a su Guirnalda se refiere a ella como un «lirio», poniéndola junto a Safo y Ánite. Según Taciano, Cefisodoto, hijo de Praxíteles, la esculpió. Dos epigramas que se refieren a ella, compuestos por Ánite y Marco Argentario, sobreviven en la Antología griega, y pueden ser una reelaboración de un poema ya perdido de Mero. En el siglo XX, fue citada por la poetisa imagista Hilda Doolittle en su poema Nossis y en su novela Palimpsesto, y fue incluido en la obra de Judy Chicago Heritage Floor.